# Pro Musica Antiqua de Bruselas
Pro Musica Antiqua de Bruselas fue un conjunto vocal e instrumental belga dedicado a la interpretación de la música de la Edad Media y del Renacimiento, desde el siglo XIII hasta el siglo XVI. 

## Historia
La formación fue fundada por el director, compositor y musicólogo Safford Cape. Safford Cape, nació en Estados Unidos, en la ciudad de Denver, en 1906. En el año 1925 se trasladó a Bruselas para estudiar con el distinguido musicólogo Charles van den Borren, que más tarde fue su suegro. En 1933 fundó en Bruselas, Pro Musica Antiqua, que fue el primer grupo en el mundo dedicado por entero a la interpretación del repertorio medieval y renacentista. Además fue uno de los grupos pioneros en la interpretación de la música antigua siguiendo un criterio historicista, basado en los conocimientos de la musicología de la época. Para ello contó con el asesoramiento musical de su maestro y suegro Charles van den Borren.

## El nombre del grupo
Conviene tener en cuenta que a lo largo de la dilatada carrera del grupo ha aparecido en la discografía con varias denominaciones, como por ejemplo La Société Pro Musica Antiqua de Bruxelles, Ensemble Pro Musica Antiqua de Bruxelles, Brussels Pro Musica Antiqua, Pro Musica Antiqua, Bruxelles o simplemente Pro Musica Antiqua, que es su nombre más habitual. Como posteriormente aparecieron otras formaciones musicales que también se llamaron Pro Musica Antiqua, generalmente se denomina al grupo como Pro Musica Antiqua de Bruselas.

## Discografía
La mayor parte de las grabaciones del grupo formaron parte de grandes colecciones antológicas de música que se editaron durante los años en los que estuvo en activo, como por ejemplo:
- L'Anthologie Sonore: Fue una antología de 169 discos de 78 r.p. m. grabados entre 1933 y mediados de los 1950s en Francia, publicados inicialmente bajo la dirección artística del musicólogo alemán Curt Sachs. El repertorio abarcado va desde la Edad Media (siglo IX) hasta finales del siglo XVIII, siempre con instrumentos originales (o copia) y "criterio historicista". Posteriormente, en los años 1950s, los discos se reeditaron como LP y algunos títulos fueron publicados de nuevo por la Haydn Society y por el sello francés Adès.
- The History of Music in Sound. Fue una serie de grabaciones con sus correspondientes librillos explicatorios que servían de acompañamiento a la serie de libros del New Oxford History of Music y fueron diseñados para ilustrar la música tratada en los correspondientes libros. Fueron publicados en el Reino Unido por The Gramophone Company (H.M.V.) y en los Estados Unidos por RCA Victor. Los librillos correspondientes fueron publicados por la Oxford University Press.
- Elaine Music Shop (EMS)
- Archiv Produktion. Fue la marca con la que Deutsche Grammophon Gesellschaft editó a partir de 1947 una gran cantidad de grabaciones de música antigua usando instrumentos originales o copia de ellos con un criterio interpretativo "históricamente informado".

Las grabaciones que vienen a continuación se han ordenado por la colección o compañía discográfica que las editó y dentro de esta clasificación, por la fecha en que fueron publicadas o grabadas por primera vez. Prácticamente toda la discografía se encuentra en grabaciones en vinilo, habiéndose reeditado en CD solamente el álbum "Music at the Burgundian Court (1450-1500) - Dufay, Ockeghem, Obrecht" (1962) y el recopilatorio "Machaut: Messe de Nostre Dame / Dufay: 5 Sacred Songs" (1996). Las antiguas recopilaciones en vinilo no se han incluido.

### Álbumes originales

#### L'Anthologie Sonore
- 1935 - Johannes Brasart - Musique instrumentale vers 1500. L'Anthologie sonore 27 (78 r.p. m.).
- 1936 - Guillaume Dufay (vers 1400-1474 / c. 1400-1474). L'Anthologie sonore 35 (78 r.p. m.).
- 1937 - Guillaume Dufay (c. 1400-1474): Rondeau - Heinrich Isaac (c. 1450-1517): Chanson. L'Anthologie sonore 43 (78 r.p. m.).
- 1937 - Musique française au 14e siècle. Chace and Caccia. L'Anthologie sonore 59 (78 r.p. m.).
- 1937 - Ballades du 14e siècle. L'Anthologie sonore 63 (78 r.p. m.).
- 1938 - Organa de l'école de Notre-Dame de Paris. L'Anthologie sonore 65 (78 r.p. m.).
- 1938 - Guillaume de Machaut: Ballades et Virelai. L'Anthologie sonore 67 (78 r.p. m.).
- 1938 - Petites formes de l'ars antiqua (13e siècle). L'Anthologie sonore AS 71 (78 r.p. m.).
- 1940 - Musique de Jongleur et Musique Savante (XIIIe Siècle) & Prémices de la Polyphonie Suisse (XIVe siècle). L'Anthologie sonore 91 (78 r.p. m.).

#### The Gramophone Company (H.M.V.) - The History of Music in Sound
- 1952 - Mediaeval Songs I. HMV-Gramophone HMS 14 (78 r.p. m.).
- 1953 - French Polyphony: 13th/14th centuries. HMV-Gramophone HMS 20 (78 r.p. m.).
- 1953 - Guillaume de Machaut / Italian Polyphony 14th century. HMV-Gramophone HMS 21 (78 r.p. m.).
- 1953 - Italian Polyphony 14th century - English Part-songs 1360-1425. HMV-Gramophone HMS 22 (78 r.p. m.).
- 1953 - John Dunstable. HMV-Gramophone HMS 24 (78 r.p. m.).
- 1953 - Burgundian Chanson 15th century - Johannes Ockeghem. HMV-Gramophone HMS 26 (78 r.p. m.).
- 1953 - Josquin Des Prez. HMV-Gramophone HMS 28 (78 r.p. m.).
- 1953 - French Chansons: 16th Century - Victoria. HMV-Gramophone HMS 34 (78 r.p. m.).

#### Elaine Music Shop (EMS)
- 1950 - Music of the 12th & 13th Centuries. Anthology of Middle Age and Renaissance Music, vol. 1. Elaine Music Shops EMS 201 (LP).
- 1950 - Guillaume Dufay: Secular Works. Anthology of Middle Age and Renaissance Music, vol. 6. Elaine Music Shop EMS 206 (LP).
- 1950 - Josquin des Prez: Secular works. Anthology of Middle Age and Renaissance Music, Vol. 13. Elaine Music Shop EMS 213 (LP).
- 1952 - Spanish Music from the Court of Ferdinand and Isabella (ca. 1500). Anthology of Middle Age and Renaissance Music vol.19. Elaine Music Shop EMS 219 (LP).
- 1954 - William Byrd: The Four and Five-Part masses. Anthology of Middle Age and Renaissance music, v. 34. Elaine Music Shops EMS 234 (LP).

#### Archiv Produktion (Deutsche Grammophon Gesselschaft)
- 1953 - II. Research Period - The Central Middle Ages. Series A: Troubadours, Trouvères and Minnesänger "Adam de la Halle: Le jeu de Robin et Marion", Series C: Early Polyphony before 1300 "Adam de la Halle: 13 Rondeaux", Series B: Music of the Minstrels " Anonymi: 17 Danses du 13e et 14e siècle". Archiv Produktion APM 14 018 (LP).
- 1953 - III. Research Period - The Early Renaissance. Series A: The Florentine Group "8 Madrigals and Caccias from Codex of Antonio Squarcialupi", Series D: The Netherlanders to Ockeghem "Guillaume Dufay: 8 Sacred Songs". Archiv Produktion APM 14019 (LP).
- 1952 - IV. Research Period: The High Renaissance. Series A: The Netherlanders from Josquin des Prés "Anonymous: 9 Chansons from the "Notenbücher der Margarete von Österreich" ", Series G: Dance Music "Tielman Susato: 16 Danseryes". Archiv Produktion APM 14 032 (LP).
- 1954 - IV. Research Period - The High Renaissance. Series D: Social Music in Italy "Giovanni Gastoldi: 12 Balletti", Series I: The French Chanson "Clément Janequin: 7 Chansons". Archiv Produktion APM 14 042 (LP).
- 1956 - II. Research Period - The central Middle Ages. Series D: The Ars nova in France "Guillaume de Machaut: La Messe de Nostre Dame & 10 secular works". Archiv Produktion APM 14 063 (LP).
- 1956 - II. Research Period - The Central Middle Ages. Series A: Troubadours, Trouvères and Minnesänger "Chansons et Motets du 13ème siècle", Series C: Early Polyphony before 1300 "École de Notre Dame: 2 Organa". Archiv Produktion APM 14 068 (LP).
- 1956 - Judaea et Jérusalem. Archiv Produktion 37140EPA (45 r. p. m.).
- 1957 - III. Research Period - The Early Renaissance. Series C: John Dunstable and his Circle "John Dunstable: Motets", Series D: The Netherlanders to Ockeghem "Johannes Ockeghem: 5 Chansons". Archiv Produktion APM 14069 (LP).
- 1961 - IV. Research Period - The High Renaissance. Series A: The Netherlanders from Josquin des Prés "Josquin Desprez: Missa Pange lingua & 8 Profane Works". Archiv Produktion APM 14 171 (LP).

#### Period
- 1959 - John Dowland: The First Book of Ayres. Period SPL 727 (LP).
- 1959 - French Chansons and Dances of the 16th Century. Period SPL 738 (LP).

#### Vanguard
- 1962 - Music at the Burgundian Court (1450-1500) - Dufay, Ockeghem, Obrecht. Vanguard Everyman 08 6124 71.  (LP),  (CD)

### Álbumes recopilatorios
- 1996 - Machaut: Messe de Nostre Dame / Dufay - 5 Sacred Songs. Archiv Codex Series 453 162.